# Guillermo Almeyra Casares
Guillermo Marcelo Almeyra Casares (Buenos Aires, Argentina, 19 de agosto de 1928-Marsella, Francia, 22 de septiembre de 2019) fue un investigador, escritor y político argentino, maestro en Historia por la UNAG y la Universidad de París VIII, así como doctor en Ciencias Políticas por la misma Universidad.
Nació en Buenos Aires el 19 de agosto de 1928. Su padre era pariente del poeta Oliverio Girondo y su madre lo era del escritor Adolfo Bioy Casares. Cursó sus primeros años de enseñanza en un Colegio marista y la secundaria en el Liceo Militar General San Martín, en la provincia de Buenos Aires. Comenzó su militancia de izquierda en el Partido Socialista en 1943, primero en las Juventudes Socialistas, siendo secretario del centro de la 20.ª sección electoral. Para 1946 ingresó en la Facultad de Derecho de la Universidad de Buenos Aires y trabajó asesorando jurídicamente en las Obras Sanitarias de la Nación. Fue expulsado del PS junto con el Movimiento Obrero Revolucionario (MOR), al que pertenecía. Falleció el 22 de septiembre de 2019 en Marsella.

## Obras
- Polonia: obreros, burócratas, socialismo, Juan Pablos, México (1981)
- Chiapas: la rivolta zapatista in Messico, coautor con Alberto D'Angelo, Datanews, (1994)
- Che: el pensamiento rebelde, La Jornada, México (1997)
- La transición difícil, La Jornada, México (1998)
- La protesta social en la Argentina, (1990-2004): fábricas recuperadas, piquetes, cacerolazos, asambleas populares, Ediciones Continente, (2004)
- El Plan Puebla Panamá en el Istmo de Tehuantepec, coautor con Rebeca Alfonso Romero, UCM, (2004)

- Zapatistas: un nuevo mundo en construcción, coautor con Emiliano Thibaut, BPR Publishers, (2006)
- Militante crítico: una vida de lucha sin concesiones, Ediciones Continente, México (2013)
- Capitalismo: tierra y poder en América Latina (1982-2012).. Bolivia, Colombia, Ecuador, Perú, Venezuela, coautor con Luciano Concheiro Bórquez, CLACSO, México (2014)